# Медаль «За труды по сельскому хозяйству»
Меда́ль «За труды́ по се́льскому хозя́йству» — государственная награда Российской Федерации. Медалью награждаются граждане за заслуги в области сельского хозяйства и большой вклад в развитие агропромышленного комплекса, подготовку кадров, научную и иную деятельность, направленную на повышение эффективности сельскохозяйственного производства.

## Положение о медали
1. Медалью «За труды по сельскому хозяйству» награждаются граждане за заслуги в развитии сельского хозяйства и агропромышленного комплекса, за подготовку высококвалифицированных специалистов, научную и иную деятельность, направленную на повышение эффективности сельскохозяйственного производства, достижение высоких производственно-экономических показателей, внедрение прогрессивных технологий и методов работы.
Награждение медалью «За труды по сельскому хозяйству», как правило, производится при условии наличия у представленного к награде лица наград федеральных органов государственной власти, иных федеральных государственных органов или органов государственной власти субъектов Российской Федерации.
2. Медалью «За труды по сельскому хозяйству» могут быть награждены и иностранные граждане, производящие сельскохозяйственную продукцию на территории Российской Федерации, за особые заслуги в развитии агропромышленного комплекса Российской Федерации.
3. Медаль «За труды по сельскому хозяйству» носится на левой стороне груди и при наличии других медалей Российской Федерации располагается после медали «За труды в культуре и искусстве».
31. Для особых случаев и возможного повседневного ношения предусматривается ношение миниатюрной копии медали «За труды по сельскому хозяйству», которая располагается после миниатюрной копии медали «За труды в культуре и искусстве».
4. При ношении на форменной одежде ленты медали «За труды по сельскому хозяйству» на планке она располагается после ленты медали «За труды в культуре и искусстве».

## Описание медали
Медаль «За труды по сельскому хозяйству» изготавливается из серебра с позолотой. Она имеет форму круга диаметром 32 мм с выпуклым бортиком с обеих сторон.
На лицевой стороне медали — прямой равноконечный крест с расширяющимися концами, покрытый зелёной эмалью. По краям креста — узкий выпуклый рант. В центре креста — рельефное изображение Государственного герба Российской Федерации, обрамлённое венком из пшеничных колосьев.
На оборотной стороне медали — надпись рельефными буквами: «ЗА ТРУДЫ ПО СЕЛЬСКОМУ ХОЗЯЙСТВУ», под ней — номер медали.
Медаль при помощи ушка и кольца соединяется с пятиугольной колодкой, обтянутой шёлковой, муаровой лентой зелёного цвета с полосками жёлтого цвета, проходящими на расстоянии 1,5 мм от краев. Ширина ленты — 24 мм, ширина полосок — 1,5 мм.
При ношении на форменной одежде ленты медали «За труды по сельскому хозяйству» используется планка высотой 8 мм, ширина ленты — 24 мм.
Миниатюрная копия медали «За труды по сельскому хозяйству» носится на колодке. Диаметр миниатюрной копии медали — 16 мм.

## История награды

### 2004 год
Медаль «За труды по сельскому хозяйству» учреждена Указом Президента Российской Федерации от 10 марта 2004 года № 335 «Об учреждении медали „За труды по сельскому хозяйству“».
Тем же указом утверждены первоначальное Положение о медали, в котором говорилось:
Медалью «За труды по сельскому хозяйству» награждаются граждане за заслуги в области сельского хозяйства и большой вклад в развитие агропромышленного комплекса, подготовку кадров, научную и иную деятельность, направленную на повышение эффективности сельскохозяйственного производства.
Медаль «За труды по сельскому хозяйству» носится на левой стороне груди и располагается после медали «В память 300-летия Санкт-Петербурга»
и первоначальное описание медали, имеющее незначительные стилистические отличия от современного.

### 2010 год
В настоящем виде Положение о медали и её описание утверждены Указом Президента Российской Федерации от 7 сентября 2010 года № 1099 «О мерах по совершенствованию государственной наградной системы Российской Федерации».

### 2011 год
Указом Президента Российской Федерации от 16 декабря 2011 года № 1631 в положение и описание медали были внесены дополнения, которыми предусмотрена миниатюрная копия медали.

## Награждённые медалью
1. Награждение медалью по годам:
| 2004 | 2005 | 2006 | 2007 | 2008 | 2009 | 2010 | 2011 | 2012 | 2013 | 2014 | 2015 | 2016 | 2017 | 2018 | 2019 | 2020 | 2021 | Всего |
| ---- | ---- | ---- | ---- | ---- | ---- | ---- | ---- | ---- | ---- | ---- | ---- | ---- | ---- | ---- | ---- | ---- | ---- | ----- |
| 82   | 92   | 110  | 145  | 98   | 72   | 54   | 11   | 7    | 10   | 3    | 7    | 8    | 8    | 20   | 6    | 10   | 14   | 757   |

2. Первое награждение медалью было произведено в день учреждения награды (следующим по очереди указом Президента России).
3. Награждение руководителей отрасли
- Гордеев, Алексей Васильевич — Министр сельского хозяйства Российской Федерации (3 октября 2006 года)[8]
- Месяц, Валентин Карпович — председатель совета директоров закрытого акционерного общества «Агропродукт России», город Москва (Бывший министр сельского хозяйства СССР) (10 марта 2004 года)[9]

4. Награждение иностранных работников сельского хозяйства:
- Луценко, Александр Владимирович — председатель совета директоров общества с ограниченной ответственностью Управляющей компании «Содружество», гражданин Республики Белоруссия (9 апреля 2018 года)[10].